# Ottorino Mezzetti
Ottorino Mezzetti, italijanski general, * 30. november 1877, † 29. september 1962.